# Arima Yoriyuki
En aquest nom japonès, el cognom és Arima.
Arima Yoriyuki (有馬 頼徸, Arima Yoriyuki, 31 de desembre de 1714 – 16 de desembre de 1783) fou un matemàtic japonès del període Edo. Fou dàimio (senyor feudal) del Feu de Kurume i aproximà el valor del nombre π i del seu quadrat, π². El 1766 trobà la següent aproximació racional de π, correcta fins al 29è dígit decimal:
{\displaystyle \pi \approx {\frac {428224593349304}{136308121570117}}=3.14159265358979323846264338327(569...)}
No obstant això, anys enrere, el 1722, el també japonès Takebe Kenko ja havia trobat una aproximació de π correcta fins al 41è decimal.